# 湯姆·達利森
湯姆·達利森（英語：Tom Dallison；1996年2月2日—）是一位英格蘭職業足球選手，在場上的位置是中後衛。他現在效力於英格蘭足球冠軍聯賽球隊布萊頓足球俱樂部。達利森的職業生涯開始於西漢姆聯和阿森納足球俱樂部。2013年，他轉會布萊頓。2016-17賽季他曾被外借至劍橋聯。

## 外部連結
- 足球数据库：湯姆·達利森的球员统计数据
- Tom Dallison （页面存档备份，存于） at Footballdatabase